# Siège de Constantine (1836)
Ne doit pas être confondu avec Siège de Constantine (1837).
Conquête de l'Algérie par la France
Le siège de Constantine de 1836 est une tentative française de prendre la ville aux mains de Hadjj Ahmed Bey, bey de Constantine, dernier dignitaire de la régence d'Alger. Elle est conduite par le maréchal Clauzel, conseillé par Joseph Vantini. Mal préparée, et sous-estimant les forces du Beylik de l'Est, elle se solde par une catastrophe pour les Français. La retraite est également chaotique sous l'effet de la météo rude et du manque de discipline des soldats.

## Expédition (8-21 novembre 1836)

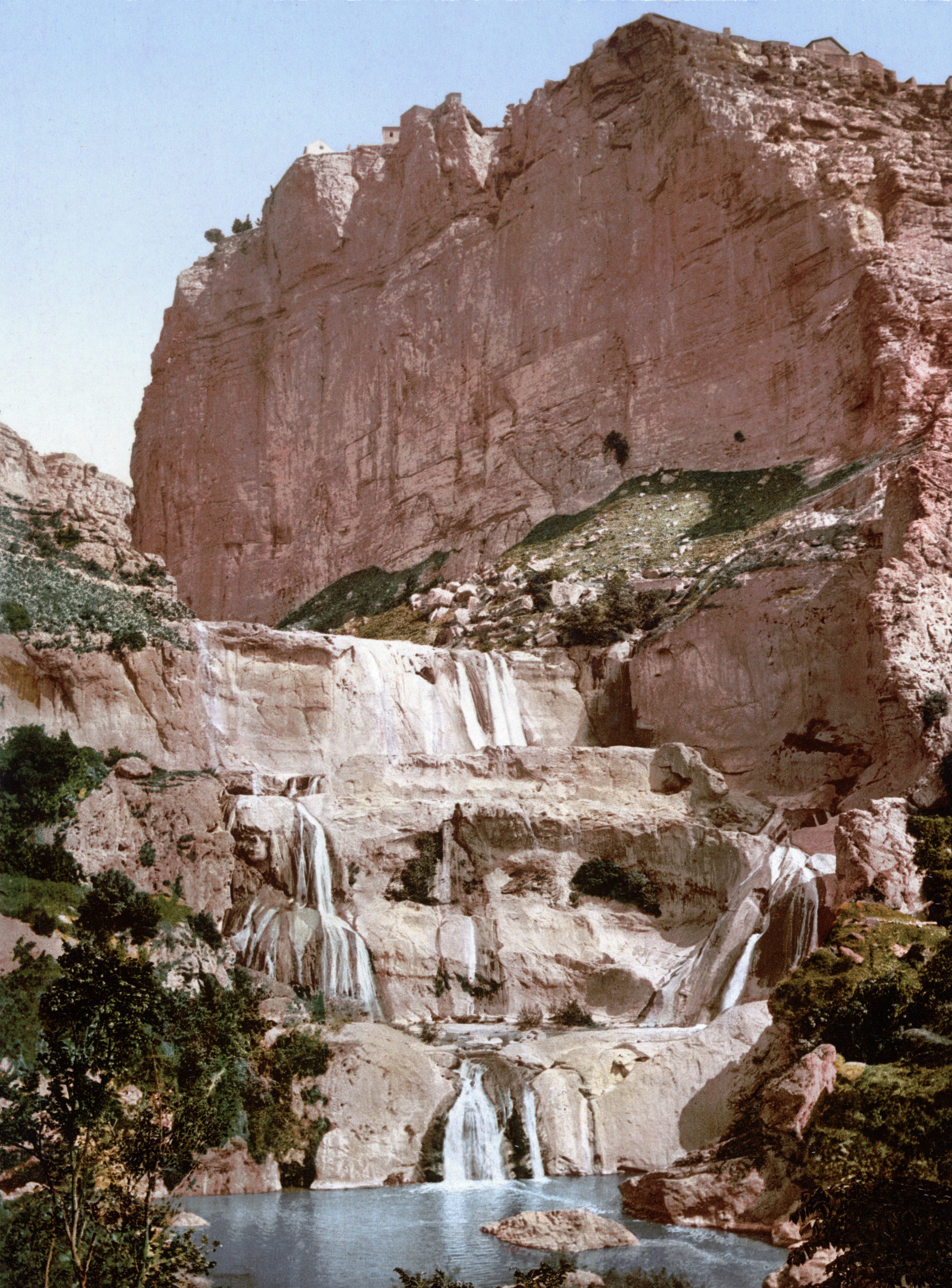
L'oued Rhummel. 1899.

Le corps expéditionnaire français s'élève à 8 800 hommes, repartis en quatre brigades, appuyées par l'artillerie et 14 pièces de campagne.
L’armée partit de  Annaba le 8 novembre ; le 17, elle franchit le col de Râs-el-Akba et n’était plus qu’à deux marches de Constantine. Après un campement à Sidi Tamtam, l'armée française subit des conditions climatiques difficiles. L'armée était parvenue dans des régions très élevées ; pendant la nuit, la pluie, la neige et la grêle tombèrent. L'armée se mit toutefois en marche le 20, et Hadjj Ahmed Bey lança une première offensive à Akbet el-Achary. Les Français éprouvèrent des pertes sensibles, aggravées par le mauvais temps. Transis par le froid, affamés, découragés, vivant dans la hantise permanente d'une attaque algérienne, un certain nombre de soldats français préférèrent se suicider plutôt que de continuer,
Par la suite, ce phénomène du suicide alla en s'amplifiant jusqu'à Constantine, et même au cours de la retraite. "Deux soldats, l'un du 62º de ligne, l'autre du 17º léger, se poignardèrent avec leur baïonnette, le premier dans le village au premier tiers de la route, le second à peu de distance plus loin... Nous avons eu, au retour, un fort grand nombre de suicides".
Le 21 au matin, entre deux ondées, l'armée française regroupée à la Somâa, découvrit au loin la ville de Constantine pour la première fois. Tout le monde croyait, et le maréchal Clauzel plus que les autres, qu'un bon accueil les y attendait. "Nous voyions le but : il fallait l'atteindre; le pourrait-on? Sans avoir encore rencontré d'ennemis, l'armée était déjà aux trois quarts battue. Mais qui eût parlé de retour aurait été traité de fou, et les plus souffrants n'auraient pas été les moins violents à crier à l'absurdité ou à la trahison". Après avoir passé une nuit épouvantable dans ce qu'ils avaient surnommé le « camp de la boue », les soldats français quittèrent le campement. Témoignage du commandant Changarnier : "Le 21 enfin, après avoir passé trois rivières à gué, nous arrivâmes, à trois heures, devant cette ville mystérieuse, moins considérable, à mon avis, qu'Alger, mais très supérieure à l'idée que je m'en étais faite. Il y a trente établissements, je ne sais lesquels, mais vastes et imposants. Les maisons, entassées sans intervalles, n'ont pas les toits à l'italienne, mais à l'européenne; les rues semblent être aussi étroites qu'à Alger". L'armée française se trouvait étirée sur une distance de près de 15 km, tellement son Commandant en chef était pressé d'arriver à Constantine pour y recevoir sans problèmes les clés de la ville : "Nous ne trouvions nulle résistance, pas un coup de fusil ne nous était tiré. Aussi disait-on hautement au quartier général que nous serions accueillis en amis à Constantine, Achmet était sans doute en fuite et toutes les promesses de Yousouf semblaient justifiées. Le 20, parut au matin un ordre du jour commençant ainsi : L'armée entrera aujourd'hui à Constantine. La ville, sous le commandement du général Trézel, sera divisée en huit arrondissements... etc... etc... "
Cependant, ce fut par des boulets de canon bien ajustés, tirés de Bab el-Kantara et de la Casbah, que l'état-major français fut salué dès son arrivée sur Stah el-Mansourah. Les habitants de Constantine démontrèrent de cette manière leur farouche détermination à défendre leur ville : "Je crois que quelques esprits bénévoles, sans, doute plus heureusement organisés que d'autres, s'attendaient encore, en ce moment, à voir sortir et s'avancer vers nous une belle députation des habitants qui nous offriraient respectueusement l'entrée de leur ville et de leurs maisons; mais il n'en fut rien. Nous ne reçûmes d'autres messages que deux ou trois coups de canon, fort bien ajustés: compliment qui rassasia la curiosité du plus grand nombre". ; "L'étendard d'Achmet flottait sur la principale batterie, quelques boulets avaient salué notre arrivée, et les espérances du quartier général ne semblaient pas fort diminuées". Il ne restait plus au maréchal Clauzel qu'à organiser le siège de la ville, perspective désagréable qu'il n'avait pas sérieusement envisagée. Et la bataille commença réellement après les quelques escarmouches de la veille.

## Siège (21-24 novembre 1836)

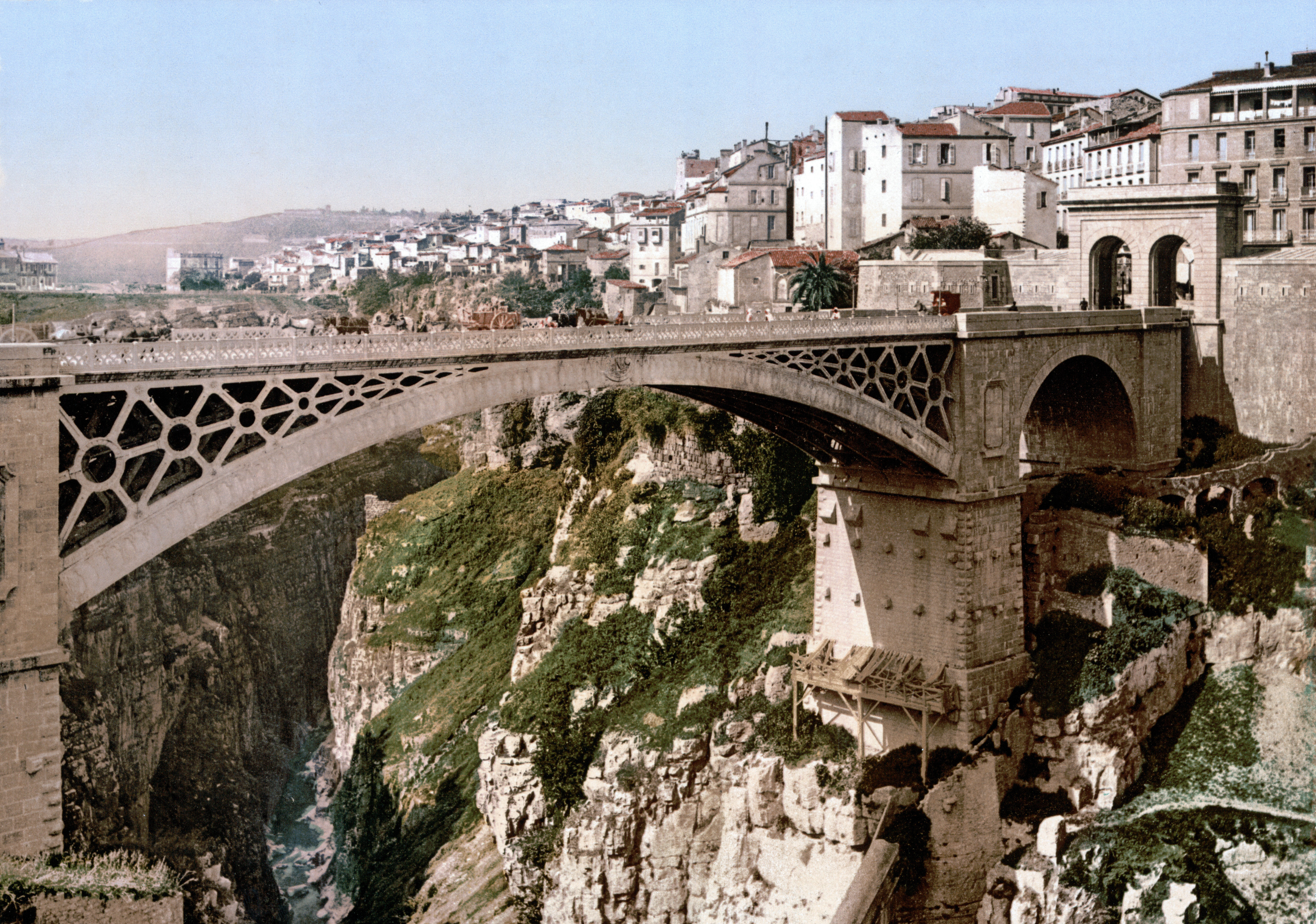
Le pont El-Kantara de Constantine (reconstruit sous Napoléon III). 1899.

Constantine, capitale du Beylik de l'Est, ville bâtie sur un rocher et peuplée en 1836 de plus de 30.000 habitants, était parfaitement protégée, de manière naturelle, par les gorges du Rhumel, gorges creusées par l'oued à la suite d'un phénomène d'antécédence.
On ne pouvait y accéder que de deux côtés :
Bab el-Kantara, le seul pont qui existait à l'époque, bâti selon toute probabilité durant la période romaine, tombé en ruines aux XIII-XIV siècles, et restauré en 1792 sur ordre de Salah Bey. Ce pont s'élevait à 65 mètres de hauteur; son tablier comptait une longueur de 60 mètres, et une largeur de 7m 50. II reliait la partie basse de la ville aux dernières pentes du Mansourah.
Coudiat Aty, mamelon faisant face aux trois autres portes de la ville dans sa partie haute, Bab el-Djedid, Bab el-Oued et Bab el-Djabia, auxquelles il était relié par un isthme de terre. Sur la partie gauche de l'isthme, au-dessus de Ouinet el-Foul, existait un faubourg constitué essentiellement de boutiques qui s'échelonnaient de Bab el-Djedid jusqu'au pied du Coudiat Aty. Ce faubourg remontait à l'époque de Salah Bey, marquée par de grandes transformations urbaines. L'essentiel de la bataille allait se dérouler sur ces deux fronts: Bab el-Kantara et Coudiat Aty.

### Disposition des forces françaises
L'état-major installe son poste de commandement au Mansourah (actuellement siège de la région militaire), et décide de la répartition des forces. Deux brigades, dirigées par le général Trézel, s'installeront sur les pentes du Mansourah pour attaquer la ville du côté de Bab el-Kantara. Les deux autres, placées sous le commandement du général Derigny, traverseront l'oued Rhumel, au-delà de sa confluence avec l'oued Boumerzoug, à l'endroit appelé Mejez el-Ghenem, remonteront les pentes du Bardo, pour tenter d'occuper le mamelon du Coudiat Aty.

### Dispositions des forces constantinoises
Conformément à la tactique mise au point par Ahmed Bey les forces constantinoises, quant à elles, se trouvaient déjà être réparties en deux corps distincts :
Le premier statique, dirigé par Benaïssa, et composé de 2.400 hommes ventilés le long des remparts de la ville, principalement au-dessus des portes, avait pour mission de soutenir le siège mis en place par les Français.
Le second mobile, commandé par Ahmed Bey en personne, comptait, 5.000 cavaliers et 1.500 fantassins.
Ce deuxième corps battait la campagne autour de Constantine, de manière à enfermer les troupes françaises entre la défense et l'attaque.
Le plus souvent, Ahmed Bey dirigera les opérations à partir d'un poste de commandement installé au-dessus des Arcades Romaines (emplacement actuel de l'université de Constantine), d'où il pouvait contrôler les mouvements de l'ennemi tout au long du demi-cercle Mansourah-Coudiat Aty en passant par Mejez el-Ghenem.

### Déroulement de la bataille

#### 21 novembre 1836 (après-midi)
Afin de tenter d'empêcher les Français de s'installer, Benaïssa, quittant sa position statique, conduit successivement deux sorties à la tête d'un millier d'hommes. Il sort une première fois du côté de Bab el-Oued pour disputer le mamelon de Coudiat Aty aux troupes françaises qui viennent de remonter le Bardo. Des femmes, et même des enfants, en grand nombre, suivent le mouvement quittant la ville, pour encourager de l'arrière par des you-you et des cris, les hommes sortis pour combattre les Français : "Une foule d'habitants sans armes, des femmes même en grand nombre, avaient suivi la sortie, et cette population se pressait en arrière des combattants pour les encourager par sa présence et par ses clameurs".
L'armée française enregistre ses premières pertes importantes, ce qui l'amène à lancer une charge de cavalerie contre les assiégés devenus assaillants. Benaïssa n'insiste pas et ordonne le repli, lequel s'effectue dans un certain désordre à cause des femmes et des enfants qui étaient sortis imprudemment de la ville.
Benaïssa se rend aussitôt du côté de Bab el-Kantara pour organiser sa deuxième offensive, dirigée celle-là contre les troupes qui commençaient à s'embusquer sur les pentes du Mansourah. A la tête de plusieurs groupes de volontaires, il glisse le long des ravins situés au-dessous du quartier juif (Charaâ), passe au-dessus du Rhumel, empruntant les voûtes naturelles épargnées par le travail millénaire de l'oued, et remonte les coteaux, guidant ses hommes à travers les rochers et les cactus. Au même moment, d'autres groupes de combattants constantinois effectuent une sortie soudaine par Bab el-Kantara. Le général Trézel, qui était en train d'installer son dispositif d'attaque de la porte, est surpris par cette soudaine offensive. Les Constantinois sortant brusquement du ravin et de la porte, infligent de nouvelles pertes aux troupes françaises, cela le jour même de leur arrivée devant la ville.
Survient la nuit, qui accorde un certain répit aux Français leur permettant de regrouper leurs forces, et surtout d'installer les batteries de siège.
Ahmed Bey en profite aussi pour procéder à un rééquilibrage de ses forces. Il décide en effet d'affecter une partie de ses fantassins, soit 800 hommes environ, au renforcement de la défense de la ville.
Et c'est ainsi que, contournant les forces françaises, les fantassins désignés s'infiltrent en ville en empruntant un passage difficile et dangereux du côté du Tabia, et se mettent aux ordres de Benaïssa qui dispose alors de plus de 3.000 combattants. Durant toute la nuit, les Mouadin lancent des appels du haut des minarets des mosquées, invitant la population à rester éveillée et vigilante, pour contrer toute offensive de l'armée française. Ces appels devaient se répéter chaque nuit, aussi bien lors de la première que de la deuxième attaque de Constantine.

##### Complot pour la reddition
Entre-temps, les représentants des notables qui s'opposaient à Ahmed Bey, fomentèrent un complot pour favoriser la prise de la ville par les soldats français. L'état-major ennemi, mis au courant de l'existence d'une tendance favorable à la reddition, fit parvenir un message en ville. L'âme du complot était M'Rabet El Arbi, un adversaire de vieille date que le Bey avait gracié, et nommé caïd des Ouled Merouane. Il entretenait des relations suivies avec tous les ennemis du Bey, en vue de le faire destituer. Et il finit par entrer en contact avec les Français, et notamment le juif renégat Youssouf. Le Cheikh El Islam, partisan lui aussi de la reddition, céda aux sollicitations de M'Rabet El Arbi, et convoqua une assemblée générale à Djemaâ el Kebir. Le message envoyé par les Français fut communiqué à la population, et les partisans de la reddition essayèrent de convaincre les autres. Mais la majorité de la population s'opposa fermement à ce projet. Le message fut déchiré, piétiné, et les capitulards furent insultés, méprisés et menacés.

#### 22 novembre 1836
Après les mouvements préliminaires de la veille, la bataille s'engage sur tous les fronts dans la matinée du 22. Aux bombardements de l'armée française, les Constantinois répliquent par des coups de canon et une vive fusillade. Pendant ce temps, Ahmed Bey continuant à harceler l'arrière-garde qui n'a pas encore atteint le Mansourah, réussit à anéantir l'escorte, et s'empare de la majeure partie du convoi de vivres et de munitions.
Chargeant les fantassins qui lui restent de veiller sur le butin, il revient sur Constantine, et s'emploie à harceler les troupes françaises, aussi bien du côté de Coudiat Aty, que du côté du Mansourah. L'état-major français apprend avec stupeur la nouvelle de la perte du convoi de vivres et de munitions : "Le 22, le Rummel avait cessé d'être guéable, une heure après notre passage, toute communication avait cessé entre les deux fractions de l'armée".
Ne disposant plus de ressources suffisantes pour soutenir un siège de plusieurs jours, l'armée française se trouve acculée à une seule alternative : prendre la ville rapidement ou se retirer en direction de Annaba.
Nuit du 22 au 23 novembre 1836 : Risquant le tout pour le tout, les Français tentent, au cours de la nuit, de forcer la porte d'El-Kantara qu'ils avaient réussi à endommager sérieusement durant la journée par un bombardement intensif. Mais ils constatent avec une grande amertume que si la première porte avait cédé en s'inclinant à l'arrière, une deuxième encore plus solide barrait le passage. La vigilance des défenseurs constantinois, la fatigue, et l'heure avancée de la nuit, obligent les troupes françaises à revenir à leur point de départ, renonçant à cette tentative désespérée.

#### 23 novembre 1836
Après les essais infructueux de la nuit, l'état-major français met au point une nouvelle tactique qui consiste à attaquer simultanément au cours de la nuit suivante les deux points névralgiques de Constantine : la partie haute du côté de Coudiat Aty et la partie basse du Côté de Bab el-Kantara.
La première attaque ne serait qu'une manoeuvre de diversion, destinée à couvrir la véritable tentative de Bab el-Kantara. Durant toute la journée du 23, les Français livrent une guerre de position. Ils cherchent à occuper les zones stratégiques d'où seront déclenchées les opérations projetées pour la nuit. Flairant le danger, Benaïssa fait colmater au fur et à mesure les brèches ouvertes dans la muraille, lout en renforçant la défense au-dessus des portes qui sont gardées en permanence de jour comme de nuit : "Le 23, deux mille cinq cents Arabes environ semblèrent vouloir attaquer sérieusement les derrières de notre bivouac. Le général de Rigny me confia la défense de ce plateau en me faisant soutenir par le 3e de chasseurs, dont le colonel me prévint que la nature du terrain glaiseux et glissant et l'état de ses chevaux, qui n'avaient qu'un peu de paille dans le ventre, ne lui permettaient guère de figurer que pour la représentation".
Au cours de la bataille, Ahmed Bey réussit personnellement avec son escorte à faire prisonnier 15 soldats français. Il leur accorda la vie sauve, se contentant de leur confier les travaux les plus difficiles.
Nuit du 23 au 24 novembre 1836, dès dix heures du soir, les Français procèdent à des manœuvres d'approche en direction des deux objectifs choisis, diamétralement opposés l'un à l'autre :
Bab el-Djedid, porte extrême qui était située approximativement à l'entrée actuelle du boulevard Zighoud Youcef (Banque Centrale), et Bab el-Kantara.
C'est à minuit que se produit l'attaque simultanée des deux portes:
Bab el-Djedid, un détachement commandé par le colonel Duvivier essaie de faire sauter la porte avec des explosifs et un canon qui avait été tracté à peu de distance de Bab el-Djedid pour tirer à bout portant, mais Benaïssa et ses hommes veillent. Ils déclenchent un feu nourri sur les Français. Profitant de la confusion qui s'ensuit, quelques volontaires constantinois lancent des cordes et se laissent glisser au pied de la muraille.
Ils se ruèrent sur l'avant-garde française, tuent 16 soldats et s'emparent du canon, qui sera hissé sur les remparts au cours de la même nuit. Les autres soldats s'enfuient en désordre, sous le feu des défenseurs de la ville.
Le colonel Duvivier ordonne le repli, ayant essuyé un cinglant échec, qui s'est soldé par 33 morts et 79 blessés.
Pendant ce temps, d'autres sections de l'armée française tentent d'enfoncer la porte d'El-Kantara. Des caisses de poudre, des pétards, des sacs à terre, et des échelles sont amenés à proximité de la porte par des hommes du génie qui avaient réussi à se glisser sur le pont. Des troupes sous le commandement du général Trézel se tiennent en arrière, prêtes à foncer sitôt la porte ouverte pour envahir la ville.
Mais les défenseurs de la ville font preuve d'une vigilance sans défaut. En fait, ils avaient déjà repéré les hommes du génie rampant sur le tablier du pont. Ils laissent les soldats français continuer leurs manœuvres d'approche, puis au bon moment tirent au canon sur le tas. Douze hommes sont mis hors de combat, les autres reculent en désordre abandonnant sur place leur matériel.
Le général Trézel, ayant entendu le coup de canon, croit que c'est la porte qui a sauté. Il se lance avec ses troupes sur le pont, et c'est l'anarchie, les uns cherchant à fuir, les autres voulant avancer. Les forces constantinoises continuent à tirer au canon; en même temps, elles déclenchent une fusillade nourrie. Le repli des troupes françaises s'effectue dans le désordre en direction du Mansourah.
Cent quarante soldats avaient été mis hors de combat. Si l'on y ajoute les pertes de Coudiat Aty, les forces françaises auront perdu 250 hommes, au cours des malheureuses tentatives de cette nuit.
Le maréchal Clauzel, constatant l'échec des deux attaques, ordonne, au petit matin, la retraite vers Annaba : "A dix heures du soir, j'appris avec regret que la tentative sur la partie supérieure de la ville serait confiée au bataillon d'Afrique, sous les ordres du lieutenant-colonel Duvivier: Je dois aussi convenir que mon bataillon était bien peu nombreux pour une pareille entreprise. Elle échoua, sans qu'il soit prouvé qu'on ait fait le meilleur usage possible des moyens dont on disposait. Là périt un valeureux officier, M. de Richepanse... Les Zéphyrs, surnom bien connu des bataillons d'Afrique, perdirent soixante-dix hommes tués ou blessés et une partie de leur réputation usurpée. Le canon et la fusillade cessant également au pont d'Alcantara, je ne doutai pas que cette attaque n'eût eu le même résultat que la nôtre. Toute incertitude cessa à l'instant; il était deux heures du matin, moment consacré à une prière prononcée du haut des minarets par les muezzins. Les versets du Coran, jetés au vent par une voix calme et pure partant de la principale mosquée, furent répétés sur tous les minarets et sur les remparts par des voix non moins assurées; longtemps nous entendîmes retentir dans les airs le nom de « Mohammed ! Mohammed ! ». Remarquez que pendant que les boulets, les obus, les fusées à la congrève pleuvaient sur la ville, nous n'entendimes ni le cri d'une femme, ni les plaintes d'un blessé. Oui, l'attitude de la ville a été imposante, oui, tout semblait annoncer l'enthousiasme du patriotisme et de la religion, beaucoup plus qu'une prétendue division de partis et que le désir de recevoir pour maître ce misérable Yousouf".

## Retraite (24 novembre-28 novembre 1836)

### 24 novembre 1836
À la suite de l'ordre de retraite, un vent de panique se met à souffler dans les rangs de l'armée française. On n'attend même pas que les brigades de Coudiat Aty aient fini de rejoindre le gros des forces françaises du Mansourah : "Un aide de camp du général de Rigny m'apporta l'ordre de couvrir la retraite de la brigade, qui allait tout de suite se joindre au Maréchal pour commencer la retraite générale". Chaque soldat, chaque officier, ne pense plus qu'à une seule chose rejoindre Bône le plus vite possible, pour échapper à l'anéantissement total. Les blessés et les malades sont abandonnés sur place, sans aucun scrupule, les officiers particulièrement étant pressés de quitter la région de Constantine : "Le spectacle était indescriptible et navrant, et tel que je n'essaierai pas à traduire. Il est vrai qu'à la guerre l'égoïste personnalité et le sentiment de sa propre conservation sont poussés à un si haut degré, que chacun ne songe qu'à soi, et qu'on fait même des efforts pour rester insensible à tout ce qui ne compromet pas votre existence"; "Est-il nécessaire de dire que tout cet ensemble, qu'il avait été malaisé de classer, paraissait frappé d'intimidation. Faut-il avouer ce que je voudrais ignorer et taire? Ce que je sais malheureusement, et tant d'autres avec moi, c'est que le nombre des trembleurs était grand ce matin-là, si grand, que je n'essaie pas de parler de tous".
Une colonne pitoyable se forme, et prend la direction de Bône, abandonnant derrière elle, non seulement les blessés, les malades, mais aussi une grande partie du matériel et des provisions qui lui restaient après l'anéantissement du convoi: deux pièces de montagne, 50.000 cartouches, matériel du Génie, un millier d'outils neufs, des caisses d'armes, de biscuits, de sucre, de café, des boîtes de chirurgie, etc... "Nous entendîmes le cri plaintif de quelques soldats poursuivis par les Arabes, lesquels poussaient, eux, des cris de joie féroce. C'était un poste de dix ou douze hommes qu'on avait oubliés et qui furent tous tués sous nos yeux. Quelle scène navrante, de voir ces malheureux fuyant comme un gibier que le chien poursuit et tomber sous le feu du chasseur ! Tous y passèrent. Pour ma part, j'en vis trois tomber et rouler, ayant subi plusieurs coups de feu. Si ce poste a été oublié, il ne faut pas en faire remonter la cause au général de Rigny, comme on s'est plu à le faire, mais bien au chef du corps auquel ces hommes appartenaient"
" Ce malheureux bataillon (du lieutenant-colonel Duvivier) défila ayant une longue queue de traînards. Avec la victoire, tout le monde est brave, toutes les troupes sont bonnes; dans le malheur, il ne faut croire qu'au courage des honnêtes gens, il ne faut avoir confiance que dans les troupes disciplinées ".
Ahmed Bey apprit à l'aube que l'armée française battait en retraite. Il ordonna immédiatement à Benaïssa de faire effectuer une sortie massive par toutes les portes et d'attaquer les soldats français en retraite. Des milliers de volontaires sortirent de la ville, et armés de sabres, ils pourchassèrent l'ennemi en tranchant la tête de tous ceux qu'ils rattrapèrent. Même les canonniers constantinois qui n'avaient plus rien à faire, abandonnèrent leurs postes pour se joindre à l'offensive. L'armée française, pour se protéger, forma un carré commandé par Changarnier qui témoigne : "M. le colonel Duverger, chef d'état-major, survenant, me cria de quelques pas : Commandant Changarnier, vous vous tiendrez en arrière et vis-à-vis du milieu de l'intervalle qui sépare les deux colonnes; le Maréchal vous confie le soin de couvrir la retraite et me charge de vous dire qu'il compte sur vous. — Dites au Maréchal que je le remercie ! C'était en apparence un honorable arrêt de mort que je venais de recevoir ".
Après avoir exterminé tous les groupes isolés, les Constantinois attaquèrent la formation carrée : "De leurs divers bivouacs, je vois accourir (les Arabes) vers le camp que nous abandonnions, poussant des cris plus aigus, plus sauvages que de coutume, puis vers nous, qu'ils commencent à fusiller... J'aperçus trente ou quarante malheureux fuyant sans ordre, que les Arabes allaient atteindre... Ils avaient été oubliés par le bataillon d'Afrique !!! La moitié fut massacrée sous nos yeux et presque au milieu de nous. Les Arabes devenaient plus nombreux et plus pressants"
Ahmed Bey fait suivre la colonne française jusqu'à Guelma, la harcelant, et lui infligeant des pertes supplémentaires. : "Parlerai-je du moral de l'armée en ce moment critique dont l'avenir tenait à si peu ?... Entourée d'une armée nombreuse dont les cris de joie, les tam-tams de sa musique arrivèrent jusqu'à nous : composée d'hommes dispos, bien nourris, enivrés d'un succès qui pouvait tripler leur courage, elle eut pu, en ce moment suprême, nous écraser... ".
Toutefois, contrairement à l'avis de son adjoint Benaïssa, Ahmed Bey ne cherchera pas à anéantir l'armée française, alors qu'il disposait des moyens nécessaires pour le faire. Deux raisons l'incitent à freiner l'ardeur et l'enthousiasme de ses hommes :
- Espoir d'une reprise des négociations dans des conditions plus favorables, négociations qui pourraient aboutir à la reconnaissance par le gouvernement français de l'indépendance de la province de Constantine, et de l'autorité d'Ahmed Bey sur cette partie essentielle du territoire algérien.
- Présence, au sein de la colonne française en retraite du Duc de Nemours, fils cadet du Roi de France, dont Ahmed Bey voulait préserver la vie.
Témoignage du Commandant Changarnier sur la lâcheté des officiers supérieurs de l'armée française lors de la retraite :  "De malheureux blessés - on fait varier le nombre de cinquante à cent soixante - restent abandonnés, et, tandis que les Arabes les égorgent, les taillent en morceaux sous mes yeux, je puis regagner l'intervalle que les voitures et la marche trop hâtée du 59° et du 63° m'ont fait perdre, je puis organiser ma petite colonne et mes tirailleurs ». « Je dis avec le plus grand calme : Ce ne sont pas des cercles, mais un carré que nous allons former... » « Mais jusqu'au dernier jour, dans toutes les positions critiques, c'est nous qu'on chargeait de montrer le chemin à des troupes démoralisées par la triste physionomie de leurs chefs. Tous ces messieurs, infanterie et cavalerie, ont bien mérité d'être renvoyés chez eux par retrait d'emploi ». « L'heure de l'ingratitude aurait-elle déjà sonné ?... On ne devait pas dire, je le sais, que ce bataillon, réduit à deux cent cinquante hommes, a sauvé l'armée ; cela est vrai pourtant, mais il y a des vérités dont il est difficile de convenir ! Mais pourquoi nous mettre sur la même ligne que tels personnages dont l'ardeur guerrière a été au niveau du thermomètre devant Constantine, fort au-dessous de zéro ? ".
Témoignage de l'officier anonyme : "Un peu plus loin fut rencontré le commandant de l'arrière-garde venant lui-même, loin de son poste, exprimer l'effroi qu'il éprouvait. Il accourait, de sa personne, dire que sa cavalerie était dispersée, l'arrière-garde, à lui confiée, dans le plus grand désordre; qu'on y coupait des têtes par centaines; que tout était perdu? ".

### 28 novembre 1836
L'armée française arrive péniblement à Guelma, d'où elle repart aussitôt en direction de Bône. Ses pertes lors de la retraite ont été évaluées, selon les sources, entre 700 et 900 morts. "Trois journées avant d'arriver à Constantine, pendant notre séjour devant cette place et pendant les trois premières journées de retraite, nous avons subi un supplice connu de peu d'armées: la privation absolue de feu, absolue, entendez-vous bien, à ne pas avoir de quoi faire bouillir une tasse de café. C'est ainsi que beaucoup de soldats et plusieurs officiers ont eu les pieds gelés, bien que l'hiver, rigoureux sans doute, ne fût pourtant pas un hiver de Russie, pas même un hiver de Pologne".

## Issue de la bataille
A l'issue de la bataille, Ahmed Bey fut mis au courant du complot par Ali Benaissa. Deux groupes de comploteurs furent identifiés : ceux de l'extérieur qui étaient en contact avec l'armée française, et les partisans de la reddition qui agissaient en ville.
1. Hors de la ville (en contact avec l'armée française)
- Caïd Slimane et Benzekri, conseillers des officiers français ;
- Ahmed Chérif, Cheikh Righa ;
- Ferhat Ben Saïd, ancien Cheikh El Arab ;
- Les Chefs de la fraction des Ouled Nabet ;
- Lakhdar Ben Slimane, des Ouled Bou Salah ;
- Les Ouled Illes
- Mohamed Ben Sahnoun, des Zemoul ;
- Les Ouled Meggoura Ben Achour et Ferhat Ben Oumouli des
Ouled Abdennour ;
- Mahmoud Ben Mohamed Tayeb El Aassassi des Ouled
Abdennour ;
- Cheikh Touggourt, Ali Bendjellab, prétendant au titre de Bey ;
- Hadj Abdesslam, Cheikh Medjana (El Bibane) ;
- Cheikh Hasnaoui, des Hanencha 

2. Les partisans de la reddition en ville
- Cheikh M'hammed Ben Lefgoun, Cheikh El Bled ;
- Mohamed Belebdjaoui, Caïd Dar ;
- Mohamed Ben El Antri, Bach-Kateb ;
- Hadj Mekki Benzagouta ;
- Amor Ben El Guechi, Amin de Corporation ;
- Ali Benazouz, commerçant ;
- Hocine Benslimane, commerçant ;
- M Rabet El Arbi.
Seuls les deux derniers furent condamnés à mort. M'Rabet El Arbi tenta de rejoindre les troupes françaises en retraite. Il fut rattrapé, ramené en ville, attaché au dos d'un mulet, auquel on fit traverser toutes les rues de Constantine pour permettre aux habitants de mépriser le traître.
À la suite de quoi, M'Rabet El Arbi fut exécuté ainsi que son acolyte Hocine Benslimane. Quant au Cheikh El islam, Lefgoun, il fut grondé sévèrement par le Bey, qui n'osait le faire exécuter, en raison de son age avancé, près de 70 ans, et de sa fonction religieuse.

### Célébration
La victoire des Constantinois fut célébrée durant trois jours, à travers les différents quartiers de la ville, et aux alentours :
- Fantasias ;
- Aissaoua ;
- Ousfane ;
- Musique militaire ;
- Hedoua ;
- Fquirettes pour les femmes ;
- Orchestres musique andalouse et Hechaichia (Zdjoul) ;
- Partout, distribution de friandises, de jus de fruits, de petit-lait et dattes...
A l'issue de ces réjouissances populaires, nettoyage de la ville, réparations, ventes dans les souks des vêtements et objets abandonnés par les français.

## Conclusion
Cette lourde défaite eut un écho considérable, aussi bien en Algérie, ce qui a remonté le moral de toute la population hostile à la présence française, qu'à l'étranger, particulièrement à Istanbul, à Tunis, et surtout en France, d'où s'élevèrent de vives critiques contre le maréchal Clauzel, Gouverneur de l'Algérie, Commandant en chef de l'Armée d'Afrique, rendu personnellement responsable de l'échec de la première expédition de Constantine.

## Pertes
Selon l'historien Bertrand Goujon, les pertes françaises sont de 453 morts et 304 blessés. L'historien Abdelkrim Badjadja donne quant à lui un bilan d'au moins 1 183 morts et 79 blessés.

## Peinture

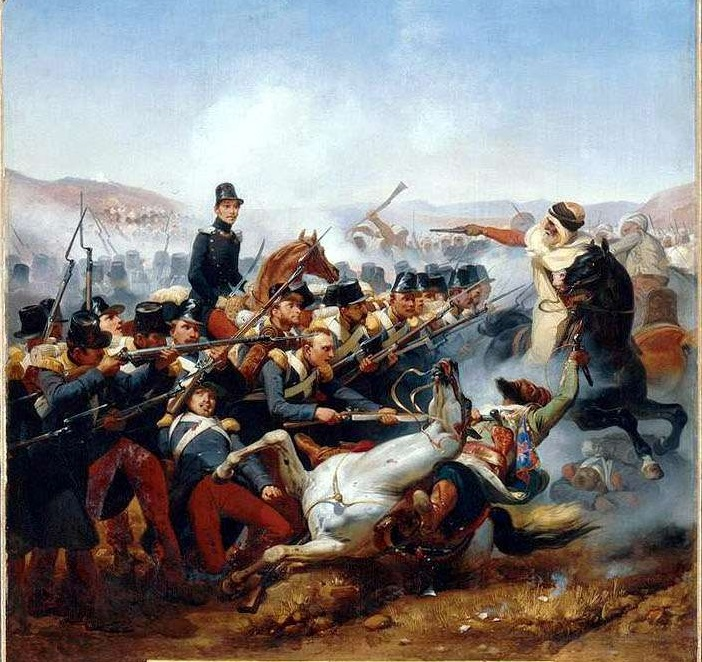
Le Combat de Somah (1836) par Horace Vernet, 1839 (Musée Rolin, Autun).

Le peintre Horace Vernet accepta la commande du tableau Le Combat de Somah après avoir entendu incognito le général Changarnier relater lui-même la journée du 24 novembre 1836. Il est représenté à cheval au milieu de son bataillon. Au fond du tableau, mêlée générale de soldats français et maghrébins confondus, noyés dans des nuages de poudre qui trahissent l'âpreté des combats.

### Sources
- Charles Mullié, Biographie des célébrités militaires des armées de terre et de mer de 1789 à 1850, 1852 [détail de l’édition].
- Ernest Mercier, Les deux sièges de Constantine, imp. Poulet (Constantine), 1896.